# Пенедону
Пенедону (порт. Penedono; [pɨnɨ'donu]) — посёлок городского типа в Португалии, центр одноимённого муниципалитета в составе округа Визеу. Находится в составе крупной городской агломерации Большое Визеу. По старому административному делению входил в провинцию Бейра-Алта. Входит в экономико-статистический субрегион Доуру, который входит в Северный регион. Численность населения — 1,1 тыс. жителей (посёлок), 3,4 тыс. жителей (муниципалитет) на 2001 год. Занимает площадь 132,70 км².
Покровителем посёлка считается Апостол Пётр. Праздник посёлка — 29 июня.

## Расположение
Посёлок расположен в 57 км на северо-восток от адм. центра округа города Визеу.
Муниципалитет граничит:
- на северо-востоке — муниципалитет Сан-Жуан-да-Пешкейра
- на востоке — муниципалитеты Вила-Нова-де-Фош-Коа, Меда
- на юге — муниципалитет Транкозу
- на западе — муниципалитет Сернанселье

## История
Поселок основан в 1055 году.

## Население
| Численность населения муниципалитета по годам | Численность населения муниципалитета по годам | Численность населения муниципалитета по годам | Численность населения муниципалитета по годам | Численность населения муниципалитета по годам | Численность населения муниципалитета по годам | Численность населения муниципалитета по годам | Численность населения муниципалитета по годам | Численность населения муниципалитета по годам | Численность населения муниципалитета по годам |
| --------------------------------------------- | --------------------------------------------- | --------------------------------------------- | --------------------------------------------- | --------------------------------------------- | --------------------------------------------- | --------------------------------------------- | --------------------------------------------- | --------------------------------------------- | --------------------------------------------- |
| 1801                                          | 1849                                          | 1900                                          | 1930                                          | 1960                                          | 1981                                          | 1991                                          | 2001                                          | 2004                                          | 2006                                          |
| 3672                                          | 5226                                          | 6876                                          | 6050                                          | 6792                                          | 4189                                          | 3731                                          | 3445                                          | 3378                                          | 3346                                          |

## Состав муниципалитета
В муниципалитет входят следующие районы:
1. Анташ
2. Безелга
3. Каштайнсу
4. Гранжа
5. Орозинью
6. Пенедону
7. Пенела-да-Бейра
8. Повуа-де-Пенела
9. Соту